# Nanka Chīsakute Kawaī Yatsu
Nanka Chīsakute Kawaī Yatsu (なんか小さくてかわいいやつ?  lit. Algo pequeño y lindo), también conocida como Chīkawa (ちいかわ?), es una serie de manga japonés de Nagano. Se ha serializado en línea a través de Twitter desde enero de 2020 y Kōdansha lo ha recopilado en dos volúmenes tankōbon hasta el momento. Una adaptación a anime de Doga Kobo fue estrenada en 2022.

## Media

### Manga
Nanka Chīsakute Kawaī Yatsu es escrito e ilustrado por Nagano, quien comenzó a publicarlo en Twitter en enero de 2020, y Kōdansha ha recopilado sus capítulos hasta el momento en dos volúmenes tankōbon.
| Volúmenes de manga publicados | Volúmenes de manga publicados | Volúmenes de manga publicados |
| Número                        | Fecha de publicación          | ISBN                          |
| ----------------------------- | ----------------------------- | ----------------------------- |
| 1                             | 12 de febrero de 2021         | ISBN 978-4-06-522396-3        |
| 2                             | 23 de agosto de 2021          | ISBN 978-4-06-524251-3        |

### Anime
Una adaptación a anime fue anunciada el 28 en el Twitter de Nagano, y será animada por el estudio Doga Kobo.